# Lilian Dring
Lilian Margery Dring (née Welch ; 1908-1998) était une artiste britannique ayant principalement vécu à Teddington connue pour ses peintures, en particulier ses affiches, son design textile, ses travaux de couture et de broderie,.

## Formation
Dring est né à Surbiton dans le Surrey et a fréquenté l'Université de Kingston de 1922 à 1926 avant d'étudier pendant trois ans au Royal College of Art de Londres où elle a été parmi les premiers étudiants à suivre le cours nouvellement créé en conception d'affiches, ce qui l'a amenée à en soumettre un certain nombre à London Transport (brand) (en) au cours des années 1930. L'une d'elles, 'Le dieu moderne des transports', était un grand dessin sur trois affiches représentant le dieu Mercure qui représentait officiellement le réseau du métro de Londres. 

## Carrière
En 1940, Dring a créé une série d'affiches pour la Youth Hostels Association (England & Wales) (en), après quoi elle semble s'être concentrée sur le dessin textile. De 1942 à 1945, ses pièces textiles ont été incluses dans les expositions du British Council aux États-Unis. Pour le Festival of Britain de 1951, elle a conçu et assemblé les 100 panneaux Patchwork du siècle,. Elle a été élue membre de la Arts and Crafts Exhibition Society (en) et a exposé avec la Embroiderers' Guild (en) et à la Whitworth Art Gallery. Dring a également écrit sur l'éducation artistique et artisanale pour diverses publications et a également écrit et illustré plusieurs livres pour enfants. Le Musée du transport de Londres et le Victoria & Albert Museum détiennent tous deux des exemplaires de conceptions d'affiches et des travaux de broderie et de textile de Dring. Une autre pièce, datant de 1938, fait partie de la collection du National Museums Scotland (en) tandis que le National Trust possède un collage brodé de 1964 par Dring,.

### Ressources additionnelles
- Joan Edwards, Textile Graphics by Lilian Dring, (avec une préface de Constance Howard), Bayford, 1988.